# Thesprotia maculata
Thesprotia maculata es una especie de mantis de la familia Thespidae.

## Distribución geográfica
Se encuentra en Brasil y Bolivia.